# What's in the Pasties
What's In The Pasties è un EP degli Snuff pubblicato nel 2000.

## Tracce
1. Song for the Fallen Comrades of the Fast Action Battalion – 1:09
2. I Try – 3:16
3. Ningen Telina – 1:24
4. Oyage! Taiyakifun – 2:41
5. Oasa Gamatakuru – 2:11
6. Dango Sankiyodai – 1:03
7. Tomorrow – 2:08